# Chính trị Vương quốc Liên hiệp Anh và Bắc Ireland

Huy hiệu Chính quyền Anh (một biến thể của Huy hiệu Hoàng gia Anh)

Chính trị Liên hiệp Vương quốc Anh và Bắc Ireland lập nền trên thể chế quân chủ lập hiến với thủ tướng đảm nhiệm vị trí đứng đầu chính phủ. Đây là hệ thống chính trị đa nguyên với sự ủy thác một phần quyền lực cho xứ Scotland, xứ Wales và Bắc Ireland. Quyền hành pháp thuộc về chính phủ. Quyền lập pháp được trao cho cả chính phủ và lưỡng viện Quốc hội: Viện Thứ dân (Hạ viện) và Viện Quý tộc (Thượng viện). Nhánh tư pháp độc lập với hai nhánh còn lại - hành pháp và lập pháp. Cơ cấu chính quyền này (còn gọi là Hệ thống Westminster) được áp dụng tại các nước khác như Canada, Ấn Độ, Úc, New Zealand, Singapore, Malaysia và Jamaica, là những quốc gia từng là thuộc địa của Đế quốc Anh cũ.
Hiến pháp Anh là hiến pháp bất thành văn, cấu thành bởi các qui ước, luật lệ cùng những nhân tố khác.
Hệ thống chính quyền này, thường được gọi là Mô hình Westminster, cũng được áp dụng tại các quốc gia khác như Canada, Ấn Độ, Úc, New Zealand, Singapore, Malaysia, và Jamaica. Đây là những quốc gia từng thuộc Đế quốc Anh.

## Vương quyền

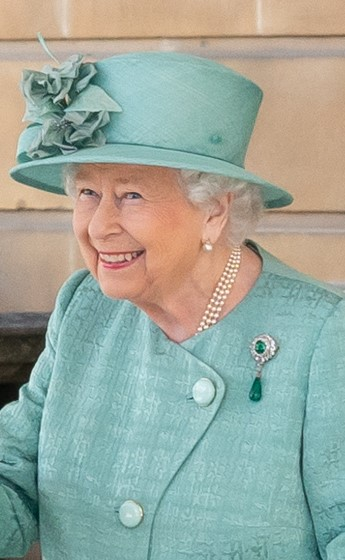
Nữ vương Elizabeth II

Nguyên thủ quốc gia, trên lí thuyết cũng như trên danh nghĩa nắm quyền lực hành pháp, tư pháp và lập pháp, là Vương quyền Anh, hiện nay là Vua Charles III. Song, kể từ năm 1689 khi ban hành Đạo luật Declaration of Rights, quyền lực tối thượng này không còn thuộc về vua Anh, mặc dù nhà vua vẫn được công nhận là nguyên thủ quốc gia.
Dù vậy, vương triều Anh vẫn duy trì nhiều quyền lực, trong đó có quyền chọn một công dân Anh bất kì để bổ nhiệm vào chức vụ Thủ tướng, quyền triệu tập và giải tán Quốc hội bất cứ lúc nào nhà vua muốn. Trong thực tế, Thủ tướng là lãnh tụ phe đa số ở Hạ Nghị viện, và Quốc hội chỉ bị giải tán theo đề nghị của thủ tướng, điều này cũng phù hợp với hiến pháp bất thành văn hiện hành. Dù quân chủ Anh vẫn còn giữ quyền từ chối chuẩn thuận dự luật, quyền ấy ngày càng bất khả thi vì có thể dẫn đến một cuộc khủng hoảng hiến pháp. Nữ vương Anne là vị quân chủ cuối cùng sử dụng quyền này, đó là vào ngày 11 tháng 3 năm 1780, khi Nữ vương từ chối phê chuẩn dự luật "for the setling of Militia in Scotland." Thủ tướng và nội các hành xử một số quyền khác của Vương thất như bổ nhiệm bộ trưởng và tuyên chiến, với sự phê chuẩn của quân vương.
Ngày nay, vương quyền chỉ còn giữ vai trò nghi lễ, dù vẫn còn duy trì ba quyền căn bản: quyền được tư vấn, quyền tư vấn và quyền cảnh cáo. Do đó, Thủ tướng vẫn phải có các phiên họp mật hằng tuần để nghe quân vương bày tỏ quan điểm của mình.
Chính thức thì nhà vua lãnh đạo Quốc hội, nhưng trong thực tế Thủ tướng là người đứng đầu nền chính trị Anh (thủ tướng đương nhiệm là Rishi Sunak). Tuy nhiên, quân vương vẫn duy trì một số quyền lực được sử dụng với sự cân nhắc cẩn thận. Họ chu toàn các chức trách hiến định trong cương vị nguyên thủ quốc gia. Khi nền chính trị thiếu vắng sự phân biệt rạch ròi giữa các quyền như nguyên tắc tam quyền phân lập được áp dụng tại Hoa Kì, thì Vương quyền được xem là sự kiểm soát tối hậu đối với quyền hành pháp. Quân vương có thể từ chối phê chuẩn các đạo luật đe dọa quyền tự do hoặc sự an toàn của công dân. Ngoài ra, quân vương còn là tổng tư lệnh các lực lượng vũ trang, và các lực lượng này phải tuyên thệ trung thành với Quân vương (vua Charles Đệ Tam).

## Hành pháp
Chính phủ thi hành các chức năng hành pháp của đất nước trên danh nghĩa của Vương quyền, vì trên lý thuyết, quyền hành pháp thuộc về Quốc vương. Nhà vua bổ nhiệm Thủ tướng theo những quy định chặt chẽ, theo đó Thủ tướng phải là thành viên của Viện Thứ dân, vì như thế mới giành được sự ủng hộ của Viện cho việc thành lập chính phủ. Sau đó Thủ tướng tuyển chọn bộ trưởng để lãnh đạo các bộ ngành của chính phủ. Có khoảng hai mươi bộ trưởng cao cấp được chọn để tham gia Nội các.
Giống các chính quyền theo thể chế đại nghị khác, nhánh hành pháp (được gọi là chính phủ) chịu trách nhiệm với Quốc hội – một nghị quyết bất tín nhiệm được thông qua bởi Quốc hội sẽ có thể buộc chính phủ hoặc phải từ chức hoặc phải giải tán quốc hội và tổ chức tổng tuyển cử. Trong thực tế, thành viên Quốc hội thuộc các chính đảng lớn thường bị kiểm soát bởi giới lãnh đạo đảng trong Quốc hội để bảo đảm biểu quyết của họ phải phù hợp với chủ trương của đảng. Như thế, nếu chính phủ chiếm thế đa số, sẽ khó xảy ra tình trạng không có đủ phiếu để thông qua các dự luật do chính phủ đệ trình.
Trong tháng 11 năm 2005, chính phủ Blair đã phải vấp phải thất bại đầu tiên khi đệ trình dự luật kéo dài thời gian giam giữ nghi phạm khủng bố đến 90 ngày. Dự luật sau cùng của chính phủ bị đánh bại tại Hạ viện là Dự luật Shop Hours đệ trình năm 1986. Suốt trong thế kỷ 20, chỉ có ba dự luật của chính phủ bị đánh bại tại Quốc hội. Dù vậy, một chính phủ thiểu số hoặc một chính phủ liên hiệp sẽ đối diện với nhiều nguy cơ hơn trong nỗ lực thuyết phục quốc hội thông qua các dự luật. Đôi khi họ phải vận dụng các biện pháp đặc biệt như "đưa rước" các dân biểu đang nghỉ bệnh đến dự các kỳ họp quốc hội hầu có đủ số phiếu cần thiết. Năm 1983 Margaret Thatcher và năm 1997 Tony Blair lên nắm quyền với đa số vượt trội đã bảo đảm thành công trong tất cả cuộc biểu quyết ở quốc hội để có thể thông qua các đề án cấp tiến cũng như các cải cách pháp lý. Nhưng các Thủ tướng khác như trong trường hợp của John Major năm 1992, với đa số mong manh, chỉ cần một số tương đối nhỏ những dân biểu ít tiếng tăm không chịu tuân thủ chủ trương của đảng cũng có thể làm thất bại nỗ lực của chính phủ thông qua các dự luật. Do đó, những chính phủ có đa số mỏng ở Quốc hội thường có khuynh hướng thỏa hiệp với các phe phái khác nhau bên trong đảng hoặc tìm kiếm sự ủng hộ từ các chính đảng khác.

### Các Bộ của Chính phủ
Chính phủ Anh Quốc bao gồm các bộ ngành, đứng đầu là Quốc vụ khanh, thường cũng là thành viên Nội các. Dưới Quốc vụ khanh là các Bộ trưởng. Quốc vụ khanh và Bộ trưởng là đảng viên đảng cấm quyền trong Nghị viện.
Các quyết định của Quốc vụ khanh được thực thi bởi một bộ máy thường trực, trung lập về khuynh hướng chính trị, gọi là cơ chế dịch vụ công, đứng đầu là Giám đốc Điều hành Thường trực. Vai trò hiến định của cơ chế này là vận hành bộ máy công quyền bất kể chính đảng nào lên nắm quyền, các công chức vẫn tiếp tục duy trì vị trí của mình mỗi khi có thay đổi chính phủ. Giám đốc Điều hành Thường trực không thuộc đảng phái. Đa phần các đơn vị dịch vụ công hoạt động như là các cơ quan hành pháp, đó là các tổ chức điều hành riêng lẻ chịu trách nhiệm với các bộ của chính phủ.
"Whitehall" thường được dùng như là từ đồng nghĩa với trung tâm quyền lực của bộ máy công quyền do hầu hết trụ sở của các bộ tập trung trong và chung quanh Điện Whitehall.

## Lập pháp
Quốc hội là trung tâm của hệ thống chính trị tại Liên hiệp Vương quốc Anh, cũng là định chế lập pháp tối cao. Chính phủ được hình thành từ quốc hội và chịu trách nhiệm trước quốc hội. Quốc hội theo chế độ lưỡng viện gồm có Viện Thứ dân và Viện Quý tộc.

### Viện Thứ dân

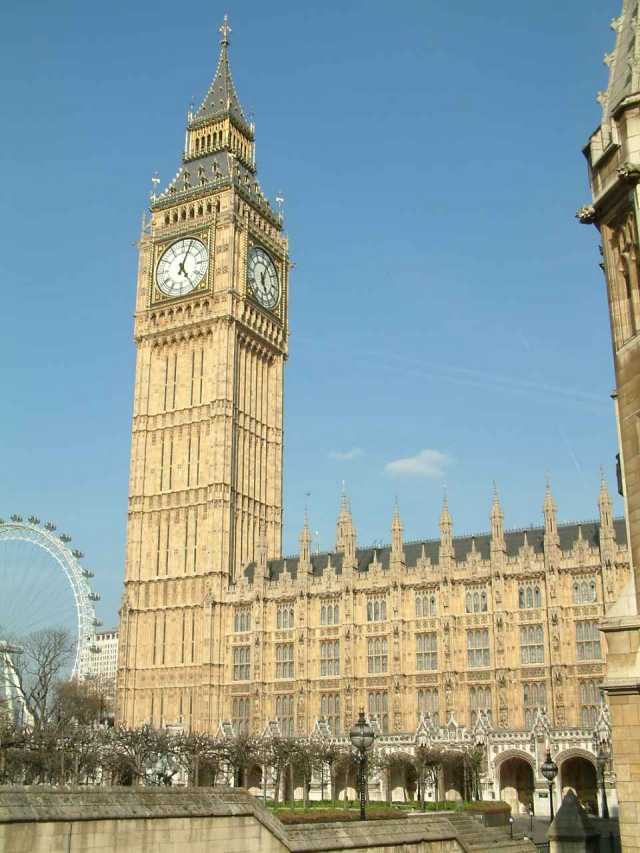
Điện Westminster, Trụ sở Quốc hội Anh.

Vương quốc Anh được chia thành các đơn vị bầu cử có dân số tương đương nhau (được ấn định bởi Ủy ban Địa giới), mỗi đơn vị bầu chọn một thành viên quốc hội cho Viện Thứ dân (Hạ viện). Trong số 646 dân biểu hiện chỉ có một người là không thuộc chính đảng nào. Trong lịch sử đương đại, tất cả thủ tướng và lãnh tụ đảng đối lập đều đến từ Viện Thứ dân, ngoại trừ Lord Alec Douglas-Holmes, người phải từ chức khỏi Viện Quý tộc để trở thành thủ tướng năm 1963. Thủ tướng sau cùng được chọn từ Viện Quý tộc là Hầu tước xứ Salisbury, rời chức vụ năm 1902.
Cơ chế bầu cử chọn một đại diện cho một đơn vị bầu cử đã giúp hình thành hệ thống lưỡng đảng hiện hành. Thông thường, quốc vương ủy nhiệm cho nhân vật nhiều quyền lực nhất ở Hạ viện thành lập chính phủ khi có một chính đảng nắm thế đa số. Trong tình huống đặc biệt, nhà vua có thể yêu cầu một chính khách với thiểu số ở quốc hội thành lập chính phủ khi không có đảng chiếm đa số đòi quyền thành lập chính phủ liên hiệp. Sự chọn lựa này chỉ xảy ra trong những tình huống khẩn cấp như đang trong tình trạng chiến tranh. Cần lưu ý rằng chính phủ được thành lập không phải bởi nghị quyết của quốc hội nhưng bởi sự ủy nhiệm của vương triều. Viện Thứ dân có cơ hội biểu thị sự tín nhiệm dành cho chính phủ khi biểu quyết cho bài Diễn văn Vương quyền (chương trình lập pháp được soạn thảo bởi chính phủ tân lập).

### Viện Quý tộc
Viện Quý tộc (Thượng viện) trước đây là một thiết chế cấu thành bởi các nhà quý tộc có quyền thế tập. Hiện nay, những cải cách vẫn đang tiến hành đã biến nơi này thành một tập hợp gồm các thành viên có quyền thế tập, các giám mục của Giáo hội Anh Quốc và các thành viên được bổ nhiệm (quý tộc trọn đời nhưng không truyền chức cho hậu duệ để những người này có thể gia nhập viện quý tộc). Viện Quý tộc xem xét các đạo luật được thông qua bởi Viện Thứ dân, có quyền đưa ra những tu chính cũng như có quyền phủ quyết trì hoãn, cho phép Viện Quý tộc trì hoãn các đạo luật trong thời hạn mười hai tháng. Tuy vậy, quyền phủ quyết này bị giới hạn bởi tập quán và bởi Bộ Luật Quốc hội.
Viện Quý tộc cũng là tòa kháng án chung thẩm của Liên hiệp Vương quốc Anh, mặc dù trong thực thế chỉ có một nhóm nhỏ thành viên Viện Quý tộc tham gia các vụ xét xử. Đạo luật Cải cách Hiến pháp năm 2005 phác thảo kế hoạch thành lập Tối cao Pháp viện Liên hiệp Vương quốc Anh để thay thế vai trò của Viện Quý tộc.

## Tư pháp
Quan Chưởng ấn (The Lord Chancellor) là người đứng đầu nhánh tư pháp tại Anh và xứ Wales, bổ nhiệm thẩm phán cho các tòa hình sự trên danh nghĩa của vương triều. Quan Chưởng ấn đảm nhiệm các chức trách trong cả ba nhánh của chính quyền – hành pháp, lập pháp và tư pháp. Đây là nét đặc thù trong vòng các nền dân chủ của thế giới hiện đại. Tuy nhiên, Đạo luật Cải cách Hiến pháp năm 2005 dời bỏ nhiều quyền hạn của chức danh này để trao cho các chức danh khác trong chính quyền nước Anh bằng cách thành lập chức vụ Bộ trưởng Hiến pháp Sự vụ, trong khi đó một phần trong các chức trách của quan chưởng ấn tại Viện Quý tộc được giao cho Chủ tịch Viện Quý tộc.

## Ủy thác

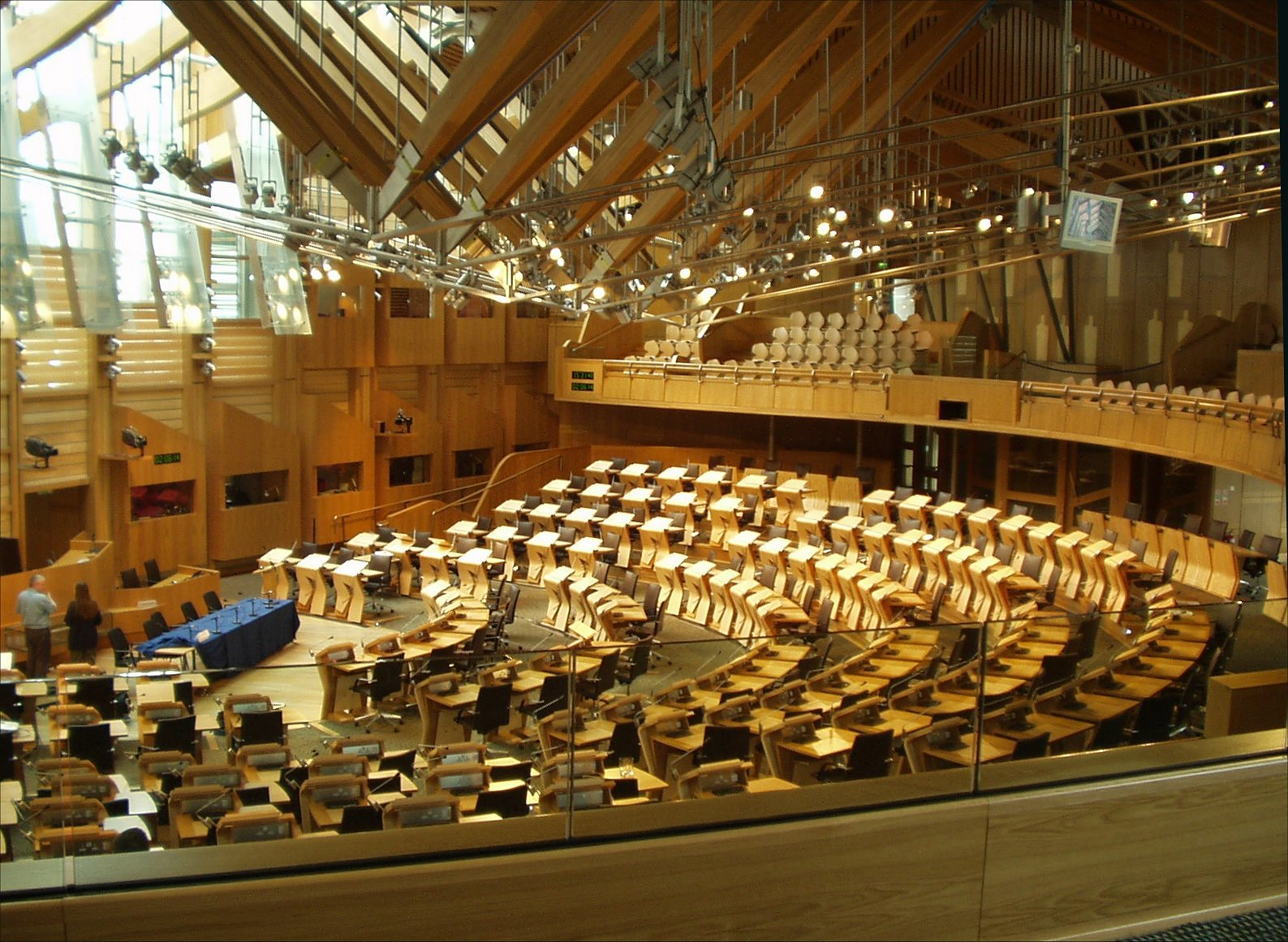
Hội trường Nghị viện Scotland

Bên cạnh Viện Thứ dân, xứ Scotland, xứ Wales và Bắc Ireland cũng thành lập nghị viện riêng.
Một số thành viên thuộc các định chế ủy thác này được chọn dựa trên tỷ lệ số phiếu bầu (proportional representation). Mặc dù được ủy thác một số quyền lập pháp và các quyền khác, các nghị viện này không có quyền lực ngang bằng với Quốc hội của vương quốc. Thuộc hệ thống chính quyền ủy thác, được quy định bởi một đạo luật của Quốc hội nước Anh, chúng không có quyền hiến định tồn tại độc lập, cũng không có quyền mở rộng, thu hẹp hoặc thay đổi cơ cấu.
Như thế, Liên hiệp Vương quốc Anh có thể được miêu tả như là một quốc gia thống nhất với hệ thống chính quyền ủy thác. Cấu trúc này khác với hệ thống liên bang, theo đó nghị viện các tiểu bang có quyền hiến định về sự hiện hữu độc lập cũng như có quyền hành xử một số chức trách được ấn định và bảo đảm bởi hiến pháp, là những quyền mà quốc hội trung ương không thể đơn phương hủy bỏ.

### Xứ Anh
Mặc dù có yêu cầu đến từ các nhóm áp lực, chính phủ vẫn không có ý định thành lập một nghị viện cho xứ Anh. Một trong những lý do gây nhiều tranh cãi là các nghị sĩ đến từ những vùng khác nhau trên khắp đất nước có các quyền riêng biệt. Một dân biểu đại diện cho Scotland có thể bỏ phiếu cho một đạo luật có ảnh hưởng không chỉ ở xứ Anh, nhưng các dân biểu đại diện cho xứ Anh không thể biểu quyết về những sự vụ đã được ủy thác cho Nghị viện Scotland. Thật vậy, Bộ trưởng Nội vụ đương nhiệm, John Reid, là dân biểu đại diện một hạt bầu cử ở Scotland, lãnh đạo một bộ mà hầu hết các chức trách đều diễn ra ở xứ Anh và xứ Wales.
Chủ trương của chính phủ là thành lập trong xứ Anh các nghị viện địa phương không có quyền lập pháp. Nghị viện Luân Đôn là thiết chế đầu tiên theo loại hình này, thành lập năm 2000 sau một cuộc trưng cầu dân ý tổ chức năm 1998, nhưng các dự tính tương tự nhằm thành lập một nghị viện dân cử cho vùng Đông Bắc xứ Anh đã bị hủy bỏ sau khi người dân bác bỏ kế hoạch này trong cuộc trưng cầu dân ý năm 2004. Các nghị viện địa phương không do dân bầu vẫn được duy trì tại tám khu vực thuộc xứ Anh.

### Scotland
Nghị viện Scotland được thành lập bởi Đạo luật Scotland năm 1998, kỳ họp đầu tiên với tư cách là một nghị viện ủy thác được triệu tập ngày 12 tháng 5 năm 1999. Nghị viện có quyền thông qua luật và có một số quyền có giới hạn trong quyết định thay đổi các loại thuế. Một chức năng khác của nghị viện là giám sát Thẩm quyền Hành pháp của Scotland. Những sự vụ được ủy thác bao gồm giáo dục, y tế, nông nghiệp và tư pháp. Thẩm quyền về nội chính và ngoại giao, trong một mức độ, thuộc về Quốc hội của Vương quốc tại Westiminster.

### Xứ Wales
Nghị viện xứ Wale là một thiết chế được ủy thác làm luật trong xứ Wales, cũng như chịu trách nhiệm về hầu hết các bộ ngành của Vương quốc trong lãnh thổ xứ Wales. Nghị viện được thành lập theo Đạo luật Chính quyền xứ Wales năm 1998 bởi chính phủ đảng Lao động sau cuộc trưng cầu ý dân năm 1997. Không có sự phân biệt hiến định nào về chức trách lập pháp và hành pháp của nghị viện, bởi vì nó là một thực thể đồng nhất. Rõ ràng đây là điều bất thường khi so sánh với những thể chế đại nghị khác, nhưng ngày càng có sự phân lập giữa hai nhánh lập pháp và hành pháp. Đang có dự tính thể chế hóa sự phân lập, và hầu như chắc chắn là Quốc hội Vương quốc Anh sẽ thông qua những đạo luật cần thiết để hoàn thành tiến trình này.
Mặc dù là một thiết chế lập pháp, nghị viện xứ Wales không có quyền thông qua ngân sách, quyền này thuộc về Westminster. Dù vậy, tình trạng này sẽ thay đổi khi Dự luật Chính quyền xứ Wales sẽ được thông qua trong năm 2006.

### Bắc Ireland

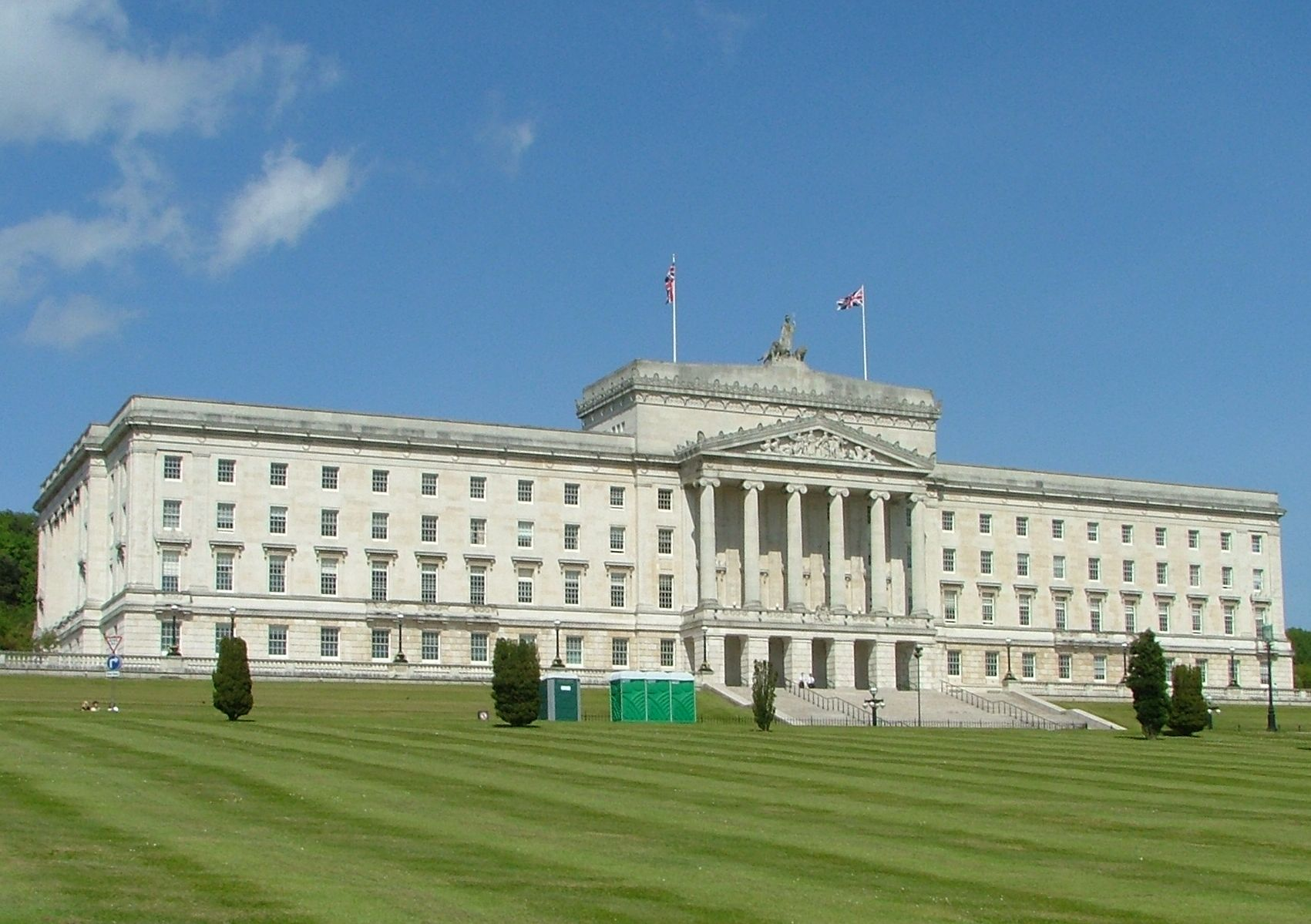
Trụ sở Nghị viện Bắc Ireland, Stormont, Belfast.

Chính quyền hiện nay của Bắc Ái Nhĩ Lan là kết quả của Hiệp ước Thứ Sáu Tuần thánh năm 1998 quyết định thành lập Nghị viện Bắc Ái Nhĩ Lan (hiện vẫn đang trì hoãn). Nghị viện có 108 thành viên được chọn theo thể thức đại diện theo tỷ lệ phiếu bầu. Nghị viện lập nền trên nguyên tắc chia sẻ quyền lực hầu có thể bảo đảm cả hai cộng đồng ở Bắc Ái Nhĩ Lan, một phe chủ trương thống nhất với nước Anh trong khi phe kia có chủ trương dân tộc, đều có thể dự phần vào việc cai trị xứ sở. Khi bắt đầu hoạt động, nghị viện này có quyền lập pháp trong phạm vi khu vực cũng như bầu chọn nội các cho Bắc Ái Nhĩ Lan. Trụ sở Nghị viện đặt tại Stormont ở Belfast.
Trong khi việc thành lập Nghị viện đang bị trì hoãn, quyền lập pháp được giao cho chính quyền Liên hiệp Vương quốc Anh.

## Bầu cử
Không giống các quốc gia châu Âu khác, Liên hiệp Vương quốc Anh sử dụng hệ thống một đại biểu cho một đơn vị bầu cử (first-past-the-post system) để tuyển chọn thành viên Quốc hội. Do đó, các cuộc tuyển cử và các chính đảng tại Anh bị chi phối bởi Luật Duverger, dẫn đến việc qui tụ các ý thức hệ chính trị tương đồng về một vài chính đảng lớn và hạn chế khả năng của các đảng nhỏ giành được quyền đại diện tại Quốc hội.
Trong lịch sử, chính trường nước Anh bị chi phối bởi hệ thống lưỡng đảng, mặc dù hiện nay có ba chính đảng đang kiểm soát hệ thống chính trị tại đây. Lúc đầu, Bảo thủ và Tự do là hai chính đảng thống trị chính trường, nhưng Đảng Tự do sụp đổ vào đầu thế kỷ 20 và được thế chỗ bởi Đảng Lao động. Trong thập niên 1980, các đảng viên Tự do sáp nhập với Đảng Dân chủ Xã hội để thành lập thành lập Đảng Dân chủ Tự do, có đủ thực lực để được xem là một chính đảng lớn. Còn có các chính đảng nhỏ hơn tham gia vào các cuộc tuyển cử. Trong số này có vài đảng giành được ghế tại Quốc hội.
Trong cuộc tổng tuyển cử gần đây nhất tổ chức năm 2005, Đảng Lao động giành được chiến thắng với đa số sút giảm để tiếp tục cầm quyền, trong khi đảng Bảo thủ và đảng Dân chủ Tự do dành thêm ghế từ đảng Lao động.

## Các chính đảng

### Lịch sử
Các đảng chính trị bắt đầu xuất hiện tại Anh từ năm 1662 sau khi cuộc Nội chiến Anh kết thúc với sự ra đời của Đảng Cung đình (Court Party) và Đảng Nông thôn (Country Party), sau này trở thành Đảng Tory (nay là đảng Bảo thủ, mặc dù vẫn thường được gọi là "Tory") và Đảng Whig (nay là đảng Dân chủ Tự do). Hai chính đảng này vẫn duy trì vị thế chính trị quan trọng trong cho đến thế kỷ 20.
Tên gọi của hai đảng này bắt nguồn từ cuộc khủng hoảng Dự luật Khai trừ trong những năm 1678-1681 – đảng Whig ủng hộ việc khai trừ Công tước xứ York theo đức tin Công giáo khỏi quyền kế thừa ngai vàng của xứ Anh, Ái Nhĩ Lan và xứ Scotland, trong khi đảng Tory chống lại chủ trương khai trừ này. Cả hai tên gọi được dùng để biểu thị sự khinh miệt: "whiggamor" là "đồ chăn bò" (cattle driver) và "tory" trong tiếng Ái Nhĩ Lan nghĩa là "đồ vô lại" (an outlaw).
Đại thể, đảng Tory có quan hệ với giới thượng lưu và Giáo hội Anh, trong khi đảng Whig gần gũi hơn với giới nghiệp đoàn, tài chính và chủ đất.
Đảng Cấp tiến Rochdale qui tụ những người theo đuổi khuynh hướng cải cách triệt để, hoạt động tích cực cho phong trào hợp tác xã. Họ chủ trương xây dựng một xã hội bình đẳng hơn. Đảng này nên được xếp vào cánh tả nếu xét theo tiêu chuẩn đương đại.
Sau năm 1815, đảng Tory trải qua một cuộc cải tổ sâu sắc dưới ảnh hưởng của Robert Peel, một nhà công nghiệp, trong năm 1834 với bản Tuyên ngôn Tamworth, Peel phác thảo triết lý "Bảo thủ" chủ trương cải cách những tệ nạn trong khi vẫn bảo tồn những tập quán tốt.
Năm 1846, do bất đồng về vấn đề tự do thương mại, một số người ủng hộ Peel tách khỏi đảng Tory để gia nhập đảng Whig và kết hợp với đảng Cấp tiến để thành lập Đảng Tự do, trong khi chủ trương của Peel vẫn được duy trì trong đảng Tory, từ đó đảng này chính thức chấp nhận danh xưng Bảo thủ.
Mặc dù đã được sử dụng trong những thập niên trước đó, tên "Đảng Tự do" trở nên danh xưng chính thức trong năm 1868. Năm 1870 Đảng Tự do thành lập chính phủ, từ đó cùng với Đảng Bảo thủ luân phiên cầm quyền suốt từ cuối thế kỷ 19 đến đầu thế kỷ 20.
Năm 1882, Đảng Đại nghị Ái Nhĩ Lan được thành lập để thế chỗ của Liên minh Cầm quyền Nội địa. Mãi đến năm 1918 đảng này vẫn là chính đảng lớn thứ ba trong chính trường nước Anh, thường thủ giữ vị trí cân bằng lực lượng.
Năm 1900, Ủy ban Đại diện Lao động ra đời, đến năm 1906 đổi tên thành Đảng Lao động. Sau Chiến tranh thế giới thứ nhất, đảng Lao động được xem là động lực cải cách chính tại Anh. Sự hiện diện của Đảng Lao động ở phe tả của chính trường nước Anh dần dà làm suy yếu Đảng Tự do để cuối cùng đẩy đảng này xuống vị trí thứ ba trong nền chính trị quốc gia. Sau những kết quả nghèo nàn trong các cuộc tuyển cử năm 1922, 1923 và 1924, đảng Tự do đã bị thế chỗ bởi Đảng Lao động trong vị trí của một chính đảng cánh tả.
Theo sau hai giai đoạn ngắn thành lập chính phủ thiểu số trong năm 1924 và 1929-1931, đảng Lao động có được chiến thắng đầu tiên sau Chiến tranh thế giới thứ hai trong cuộc bầu cử năm 1945. Trong những năm còn lại của thế kỷ 20, đảng Lao động cùng với đảng Bảo thủ luân phiên thành lập chính phủ. Phần lớn thời gian cầm quyền thuộc về Đảng Bảo thủ trong khi Đảng Lao động chịu đựng "thời kỳ hoạn nạn" trong những năm 1951-1964 (thất bại trong ba kỳ tổng tuyển cử liên tiếp) và năm 1979-1997 (thất bại trong bốn kỳ tổng tuyển cử liên tiếp).
Năm 1975, Margaret Thatcher, một chính trị gia hữu khuynh, nắm quyền lãnh đạo Đảng Bảo Thủ và bắt tay tiến hành những cải cách cơ bản trong chính sách của đảng hướng theo chủ trương tân tự do. Trong cuộc tổng tuyển cử năm 1979, Thatcher đánh bại chính phủ đảng Lao động của James Callaghan đang gặp khó khăn sau những cuộc đình công lan rộng đòi tăng lương khởi xướng bởi các nghiệp đoàn trong "mùa đông bất bình" năm 1978-79.
Trong thập niên 1980 và 1990, dưới sự lãnh đạo của người kế nhiệm John Major, chính phủ Bảo thủ theo đuổi chính sách tư hữu hóa, đối kháng nghiệp đoàn và tiền tệ, được gọi chung là chủ thuyết Thatcher.
Đảng Lao động bầu một nhân vật khuynh hữu, Michael Foot, vào vị trí lãnh tụ đảng sau thất bại trong cuộc tuyển cử năm 1979. Nhằm giải quyết những bất bình trong nội bộ đảng, Foot theo đuổi các chính sách cấp tiến cổ xúy bởi các đảng viên ở hạ tầng cơ sở. Năm 1981, một số nghị sĩ cánh hữu thành lập một nhóm ly khai gọi là Đảng Dân chủ Xã hội (SDP); hành động gây phân hóa trong đảng Lao động và được xem là nguyên nhân dẫn đến sự thất bại của đảng trong suốt một thập niên. Đảng Dân chủ Xã hội thành lập liên minh với Đảng Tự do, trong các cuộc tổng tuyển cử năm 1983 và 1987 liên minh này được xem là một chọn lựa cho những cử tri tìm kiếm một khuynh hướng trung dung giữa đảng Lao động và đảng Bảo thủ. Sau một vài thành công ban đầu, đảng Dân chủ Xã hội trở nên trì trệ có lẽ vì phải chia phiếu trong vòng cử tri chống đảng Bảo thủ.
Cuối cùng vào năm 1988, đảng Dân chủ Xã hội sáp nhập với đảng Tự do để trở thành Đảng Dân chủ Tự do. Sự ủng hộ dành cho đảng tân lập gia tăng từ đó, dành thêm ghế trong Viện Thứ dân qua các cuộc bầu cử năm 1997 và 2001.
Trong cuộc tổng tuyển cử năm 1983, đảng Lao động thất bại thảm hại trước đảng Bảo thủ. Michael Foot phải ra đi và được thay thế bởi Neil Kinnok trong vị trí lãnh tụ đảng. Kinnok trục xuất nhóm tả khuynh Militant Tendency và tìm cách dung hòa các chính sách của đảng. Sau thất bại sít sao trong cuộc tổng tuyển cử năm 1992, Kinnok bị thay thế bởi John Smith.
Năm 1994, Tony Blair trở nên lãnh tụ đảng Lao động sau cái chết đột ngột vì bệnh tim của John Smith. Blair tiếp tục hướng đảng Lao động về phía hữu bằng cách nới lỏng các quan hệ với giới nghiệp đoàn đồng thời áp dụng nhiều chính sách của Margaret Thatcher. Chủ trương này, cùng với tiến trình chuyên nghiệp hóa phương pháp tiếp cận với các phương tiện truyền thông, giúp mang lại thành công cho đảng Lao động trong cuộc tổng tuyển cử năm 1997 với chiến thắng vang dội. Do bớt nhấn mạnh đến khía cạnh xã hội và tập chú nhiều hơn vào tính dân chủ mà đảng Lao động đã giành được ba chiến thắng áp đảo nhưng lại trở nên xa lạ với nhiều đảng viên cốt cán của mình.

## Chính quyền địa phương
Vương quốc Anh được phân chia theo các mô hình hành chính địa phương khác nhau với các chức trách riêng biệt. Những đơn vị hành chính này lại được chia nhỏ thành xã ở vùng quê và phường ở đô thị.
Chính quyền địa phương chịu trách nhiệm trong các sự vụ như quản lý giáo dục, vận tải công cộng, và quản trị đất công. Chính quyền cũng thường tham gia vào các vấn đề quản trị cộng đồng.
Phường có hội đồng phường, trong một số khu vực được gọi là hội đồng thị trấn hoặc thành phố, cấu thành bởi các nghị viên dân cử. Tại các phường nhỏ, việc điều hành theo thể thức dân chủ trực tiếp.
Hiện tồn tại hai hình thái chính quyền địa phương phổ biến rộng rãi nhất tại nước Anh: hệ thống cũ với cấu trúc hai cấp, và hệ thống mới với cấu trúc thống nhất. Hệ thống cũ có Hội đồng Quận (District Council) và Hội đồng Hạt (County Council). Hội đồng Quận chịu trách nhiệm thu gom rác, cấp phép quy hoạch và gia cư. Hội đồng Hạt đảm trách các sự vụ như giáo dục, dịch vụ xã hội, vận chuyển công cộng và một vài chức năng địa phương khác.
Chính quyền thống nhất - hiện hữu trên khắp xứ Scotland, xứ Wales, Bắc Ireland và một số khu vực thuộc xứ Anh – có cấu trúc hành chính một cấp bằng cách sáp nhập hội đồng quận và hội đồng hạt thành một đơn vị thống nhất.
Tại đại đô thị London, hiện hữu một hệ thống hành chính độc đáo có cấu trúc hai tầng, theo đó quyền lực được chia sẻ giữa các hội đồng quận và chính quyền đô thị London dưới sự lãnh đạo của một thị trưởng dân cử.

## Liên minh châu Âu
Hiện nay, Vương quốc Anh Liên hiệp không còn là thành viên của Liên minh châu Âu (EU). Trước đây, công dân Anh có quyền bầu chọn 78 đại biểu tham gia Nghị viện châu Âu đặt trụ sở tại Brussels và Strasbourg.
Trong những năm gần đây, bên trong hai chính đảng lớn xảy ra tình trạng phân hóa về lập trường của nước Anh đối với EU, liệu nước Anh nên thúc đẩy các mối quan hệ với EU, hoặc cố làm suy giảm quyền lực siêu quốc gia của tổ chức này, hoặc giữ nguyên trạng. Sự bất đồng này là một vấn đề nghiêm trọng trong cả hai chính đảng, mặc dù Đảng Bảo thủ vẫn được xem là bị phân hóa vì điều này trong thời kỳ chấp chính cho đến năm 1997, trong khi Đảng Lao động phải đối diện với sự chia rẽ trong Nội các về những mối quan hệ của nước Anh với EU và với Hiến chương mới của định chế này.